# Alexeï Moussine-Pouchkine
Pour les articles homonymes, voir Moussine-Pouchkine.
Le comte Alexeï Ivanovitch Moussine-Pouchkine (en russe : Алексей Иванович Мусин-Пушкин ; 1744-1817) est un homme d'État, historien et collectionneur d'art russe.
On lui attribue la découverte à Iaroslavl du manuscrit du Dit de la campagne d'Igor au  monastère de la Transfiguration du Sauveur. Sa vaste collection de livres anciens comptait également la Chronique laurentienne et les premiers manuscrits de la Zadonchtchina (en).
Franc-maçon, il introduisit en Russie une variante du rite de la Stricte observance templière; envoyé ruse à Hambourg, il prit part au projet d'établissement d'une colonie maçonnique à Saratov; il fut membre du Chapitre du  "Phénix".